# Vinko Vasle
Vinko Vasle, slovenski novinar in publicist, * 1949
Vinko Vasle je diplomiral na Fakulteti za sociologijo, politične vede in novinarstvo.
Že kot absolvent se je zaposlil na tedniku Kmečki glas, kjer sta skupaj s kolegico Slavo Partljič kritično pisala o agrarnem maksimumu in pri tem navajala kritike, ki jih je pisal že Jože Pučnik. Kar jima niso hoteli objaviti v Kmečkem glasu, sta objavila v revijah Teleks in Mladina.
Vasle je pisal tudi v satiričnem tedniku Pavliha in bil novinar časopisa Delo.
Bil je odgovorni urednik tednika Mag, namestnik urednice revije Jana in v letih 2006−2010 direktor Radia Slovenija.